# 前198年
| 千纪： | 前1千纪 |
| 世纪： | 前3世纪 \| 前2世纪 \| 前1世纪                                                                                         |
| 年代： | 前220年代 \| 前210年代 \| 前200年代 \| 前190年代 \| 前180年代 \| 前170年代 \| 前160年代                               |
| 年份： | 前203年 \| 前202年 \| 前201年 \| 前200年 \| 前199年 \| 前198年 \| 前197年 \| 前196年 \| 前195年 \| 前194年 \| 前193年 |
| 纪年： | 西汉汉高帝九年 |

## 大事记
- 帕尼翁戰役（The Battle of Panium），塞琉西帝國戰勝埃及托勒密王朝
- 第二次馬其頓戰爭當中，羅馬共和國於阿烏斯戰役戰勝馬其頓王國，讓亞該亞同盟對於與羅馬結盟的決定更加堅定，中止長期以來與馬其頓的盟約。
- 韓王信令王黃遊說反陽夏侯陳豨。
- 趙王張敖因國相貫高謀反降為宣平侯，改立劉如意。
- 漢高祖接受漢匈雙方以長城為界，並且送匈奴絲綢、米酒和糧食，並派人至匈奴和親，相約和平共處，直到前133年馬邑之戰才打破此一局面。

## 逝世
- 貫高，漢朝政治人物，曾為趙王張耳的門客；後為張耳之子張敖的國相。